# لنز ام. زویکو دیجیتال ئی‌دی ۲ ۱۴–۴۲میلی‌متر اف/۳٫۵–۵٫۶
لنز ام.زویکو دیجیتال ئی‌دی ۲ ۱۴-۴۲میلی‌متر اف/۳٫۵-۵٫۶ (به انگلیسی: M.Zuiko Digital ED II 14-42mm f/3.5-5.6 lens) نام لنز دوربین عکاسی از نوع زوم است که توسط شرکت المپوس تولید می‌شود. فاصلهٔ کانونی این لنز ۱۴ تا ۴۲ میلی‌متر و ضریب اف آن اف ۳٫۵ تا ۵٫۶ تا است. این لنز در ۲۰۱۱ میلادی تولید و عرضه شده‌است.